# 슈퍼 몽키 볼 (비디오 게임)
《슈퍼 몽키 볼》은 어뮤즈먼트 비전이 개발하고 세가가 배급한 3D 플랫폼 게임이다. 《슈퍼 몽키 볼》 시리즈의 첫 번째 작품으로 어뮤즈먼트 비전의 총괄 디자이너 나고시 토시히로가 기획했다. 2001년 6월 세가 나오미 기판으로 제작돼 아케이드용으로 먼저 출시된 후, 같은 해 9월에 게임큐브 기종으로 이식됐다. 아케이드판은 《몽키 볼》라는 제목으로 출시됐으나 이후 가정용 이식판에선 《슈퍼 몽키 볼》이라는 이름으로 변경됐다.
네 마리의 원숭이 아이아이, 미미, 베이비, 곤곤 중 하나를 선택해 주어진 장애물 코스를 돌파해 도착지점까지 인도하는 것이 게임의 목표이다. 플레이어는 맵 자체를 기울여 원숭이가 있는 공을 움직이면서 진행하며, 코스에서 떨어지거나 시간이 0이 되면 실패로 처리된다. 게임 내에서 일인용 모드 이외에 미니 게임으로 이뤄진 다인용 모드도 지원한다.
《슈퍼 몽키 볼》은 발매 당시 단순하면서도 깊이있는 조작감과 가정용 이식판의 미니 게임들이 호평을 받아 2002년 미국에서 공전의 판매량을 기록했다. 2002년에 게임큐브로 출시된 가정용 콘솔 후속작 《슈퍼 몽키 볼 2》이 출시됐다. 2021년에 출시된 리메이크 《퍼펙트! 슈퍼 몽키 볼 1&2 리메이크》에는 해당 게임의 스테이지들이 수록됐다.

## 개발
《슈퍼 몽키 볼》은 일본의 비디오 게임 배급사 세가의 자회사 어뮤즈먼트 비전이 개발했다. 어뮤즈먼트 비전은 2000년에 설립돼 당시 약 50여 명의 인원으로 구성된 개발사였다. 어뮤즈먼트의 사장 나고시 토시히로는 이전에 세가 AM2의 스즈키 유 아래서 일했으며 그와 함께 《데이토나 USA》나 《버추어 스트라이커》같은 아케이드 게임들을 제작한 인물인데, 당시 일본에서 유행하던 복잡한 아케이드 게임에 대한 대항마로 즉시 이해하기 쉬운 게임을 개발하겠다는 목적 하에 미로로 된 맵에서 구슬을 굴리는 진행 방식을 고안했다.

## 여파

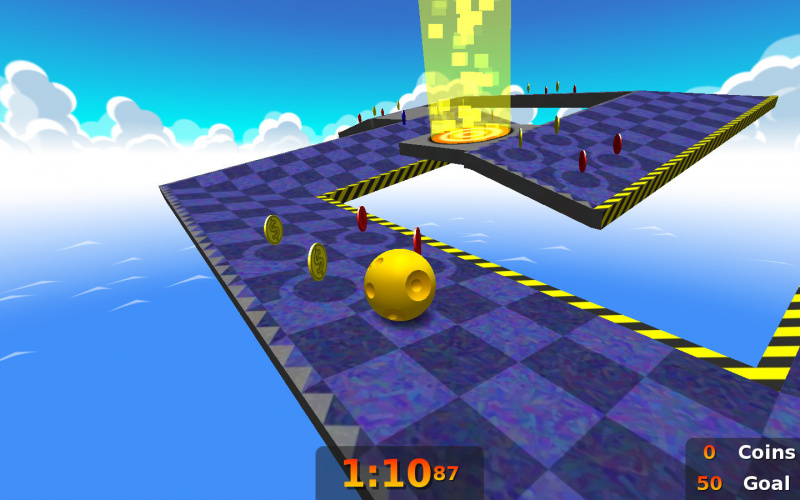
《슈퍼 몽키 볼》에서 영감을 얻은 게임 《네버볼》.

《슈퍼 몽키 볼》의 성공은 이후 세가가 동명의 비디오 게임 시리즈을 제작하는 데에 크게 기여했다. 게임 내의 복잡한 물리 엔진과 꼼수로 갈 수 있는 지름길의 존재로 스피드런을 하는 플레이어들에게 인기를 끌었다. 2006년 베스 이스라엘 매디컬 센터의 연구는 이 게임을 20분 동안 플레이한 의료진은 기존보다 실수를 덜 하고 수술용 드릴을 빠르게 다룰 수 있게 됐다고 보고했다.
2008년에 《슈퍼 몽키 볼》의 게임플레이를 본딴 프리웨어 오픈 소스 게임 《네버볼》이 마이크로소프트 윈도우, OS X, 리눅스, 드림캐스트 및 iOS로 출시됐다.

## 참조
1. ↑  영어: Super Monkey Ball, 일본어: スーパーモンキーボール
2. ↑  영어: Monkey Ball, 일본어: モンキーボール